# Ngân hàng bán lẻ
Ngân hàng bán lẻ, hay còn gọi là ngân hàng của người tiêu dùng, là việc cung cấp các dịch vụ bởi một ngân hàng với công chúng, chứ không phải cho các công ty, các tập đoàn hoặc các ngân hàng khác, mà thường được mô tả như ngân hàng bán buôn. Các dịch vụ ngân hàng được coi là bán lẻ bao gồm cung cấp tài khoản tiết kiệm và giao dịch, thế chấp, cho vay cá nhân, thẻ ghi nợ và thẻ tín dụng. Ngân hàng bán lẻ cũng được phân biệt với ngân hàng đầu tư hoặc ngân hàng thương mại. Nó cũng có thể đề cập đến một bộ phận hoặc một phòng ban của một ngân hàng liên quan đến khách hàng cá nhân.
Ở Mỹ, thuật ngữ ngân hàng thương mại được sử dụng cho một ngân hàng bình thường để phân biệt với ngân hàng đầu tư. Sau cuộc Đại suy thoái, Đạo luật Glasseag Steagall đã hạn chế các ngân hàng bình thường đối với các hoạt động ngân hàng và các ngân hàng đầu tư bị giới hạn trong việc tham gia các hoạt động thị trường vốn. Sự khác biệt đó đã bị bãi bỏ vào những năm 1990. Ngân hàng thương mại cũng có thể đề cập đến một ngân hàng hoặc một bộ phận của một ngân hàng chủ yếu liên quan đến tiền gửi và các khoản vay từ các tập đoàn hoặc doanh nghiệp lớn, trái ngược với các thành viên cá nhân của công chúng (ngân hàng bán lẻ).

## Các sản phẩm

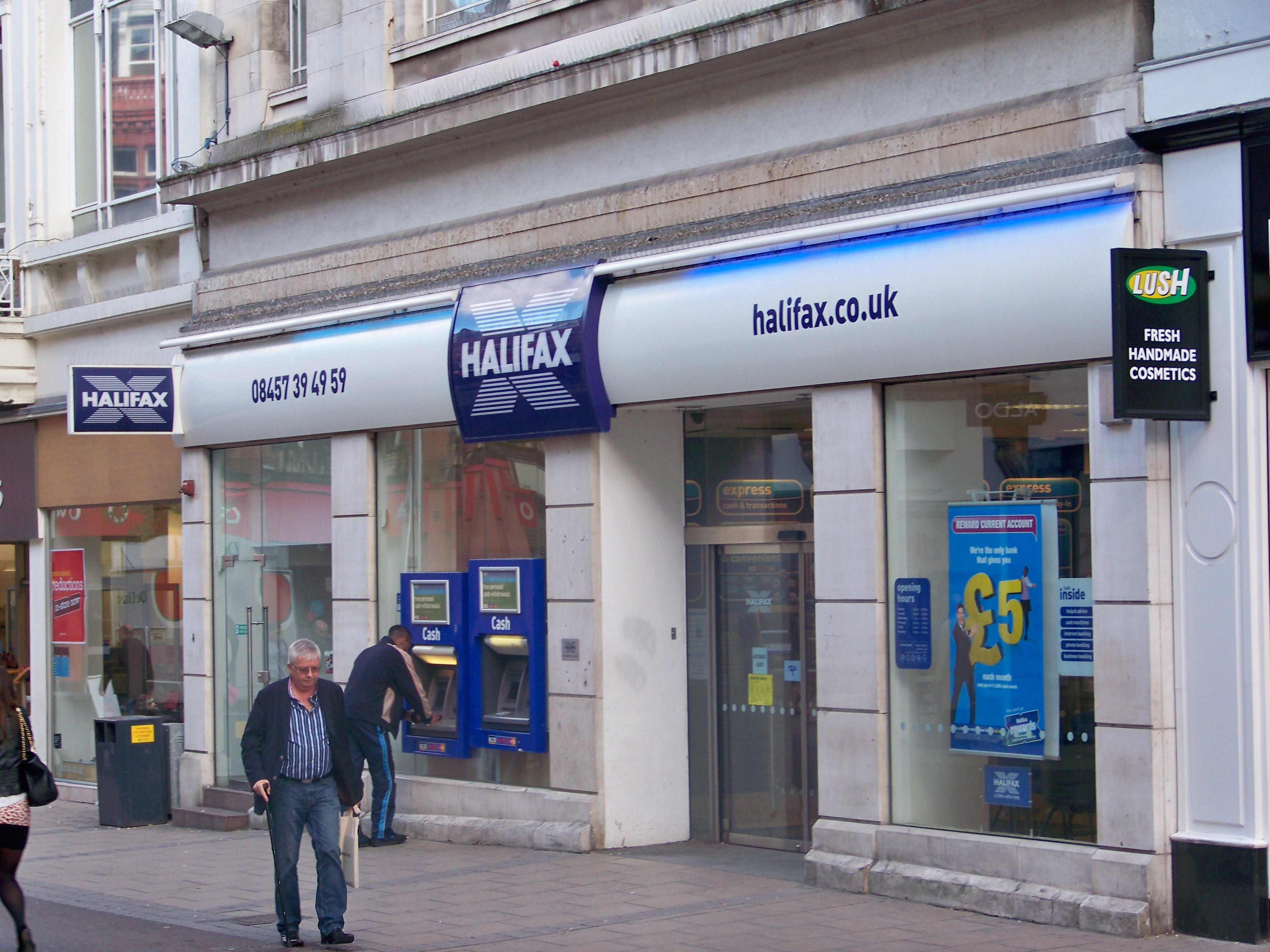
Một ngân hàng bán lẻ ở Leeds, Vương quốc Anh.

Các dịch vụ ngân hàng bán lẻ điển hình được cung cấp bởi các ngân hàng bao gồm:
- Tài khoản giao dịch
  - Tài khoản vãng lai
- Tài khoản tiết kiệm
- Thẻ ghi nợ
- Thẻ ATM
- Thẻ tín dụng
- Séc du lịch
- Thế chấp
- Cho vay vốn mua nhà
- Cho vay cá nhân
- Chứng chỉ tiền gửi / Tiền gửi có kỳ hạn